# Longboiler-Lokomotive

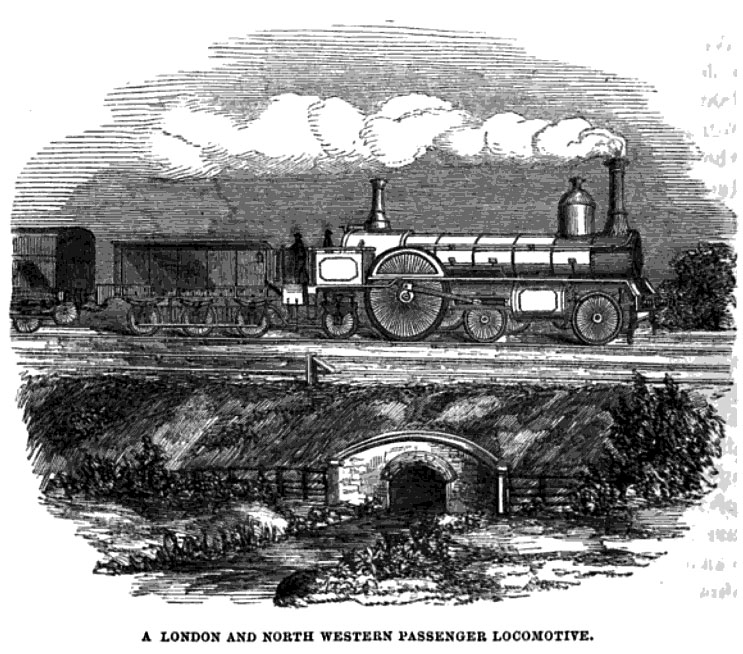
Typische Personenzuglokomotive der London and North Western Railway um 1852

Die Bauart Longboiler beruhte auf einem 1842 erteiltem Patent an Robert Stephenson. Um die Zerstörung der Rauchkammer und Heizrohre durch zu große Hitze bei längerer Beanspruchung zu vermeiden, wurde der Kessel von den üblichen neun Fuß auf dreizehn oder vierzehn Fuß verlängert. Damals herrschte die Ansicht vor, dass für eine gute Laufruhe der Schwerpunkt so niedrig wie möglich sein sollte. Dadurch wurde die Größe der Antriebsräder begrenzt und die Verwendung von Innenzylindern eingeschränkt. 
Die ersten Longboiler-Lokomotiven wurden mit der Achsfolge 1A1 zur Aufnahme der zusätzlichen Kessellänge gebaut. Doch ihre Außenzylinder führten zu einem unruhigen, wankenden Lauf. Später verlegte Stephenson die Hinterräder nach vorne, womit Lokomotiven mit der Achsfolge 2′A und Innenzylindern zwischen den führenden Rädern entstanden. Die klassischen Longboiler-Maschinen waren leistungsfähig, aber der große Überhang führte zu starken Nick- und Gierbewegungen. Sie waren deswegen nur für geringe Geschwindigkeiten geeignet und häufig zur Beförderung von Güterzügen eingesetzt. In Preußen führte der Eisenbahnunfall von Avenwedde dazu, dass der Einsatz von Longboiler-Lokomotiven vor Schnellzügen ab 1851 nicht mehr erfolgte.